# ويلفريد لويزو
ويلفريد لويزو (بالفرنسية: Wilfrid Loizeau)‏ (ولد في 20 مارس 1985 في باريس) هو لاعب كرة قدم غوادالوبي مولود في فرنسا والذي يلعب حالياً مع نادي بافوا السويسري. يلعب لويزو في المقام الأول على الجناحين الأيمن والأيسر ولكن أيضا كلاعب وسط مهاجم.

## المسيرة الرياضية

### البداية
بعدما نشأ في أكاديميتي شباب نادي لوهافر ونادي أوكسير أمضى لويزو السنوات الأولى من مسيرته الرياضية مع نادي كريتيل في الدوري الفرنسي الدرجة الثانية ونادي باريس في الدوري الفرنسي الدرجة الوطنية قبل الانتقال إلى الخارج في عام 2006 إلى نادي بترولول بلويشتي في الدرجة الثانية الروماني.

### بانيك موست
بعد فترة وجيزة في رومانيا في صيف عام 2007 وقع لويزو مع بانيك موست في الدوري التشيكي الممتاز ثم أعاره بانيك موست إلى نادي تشميل بلشاني في الدرجة الثالثة. في موسم 2007-08 لعب لويزو 11 مباراة كلها من التشكيلة الأساسية. في نهاية الموسم هبط بانيك موست إلى الدرجة الثانية ولذلك قرر لويزو مغادرة التشيك.

### فيتوريا سيتوبال
قضى لويزو معظم فترة موسم 2008-09 في نادي فيتوريا سيتوبال في الدوري البرتغالي الممتاز. خلال فترة الإعداد للموسم لعب لويزو في مواجهة نادي سندرلاند من الدوري الإنجليزي الممتاز. أداء لويزو كان جيدا وقريباً من التوقيع مع النادي البرتغالي ولكن لم يتم توقيع العقد «لأسباب إدارية» حيث لم يستطع ركل الكرة في خط مستقيم.

### إكسيلسيور فيرتون
بعد قضاء وقت في البرتغال وصل لويزو إلى بلجيكا للخضوع إلى فترة تجربة. بعد لعب مباراة ودية لرويال أنتويرب البلجيكي من الدرجة الثانية ضد فريق إكسيلسيور فيرتون فإن الفريق الخصم إكسيلسيور فيرتون من الدرجة الثانية أيضا عرض عقداً على لويزو. وقع لويزو رسمياً على عقد يمتد لموسم واحد مع إكسيلسيور فيرتون في 16 أكتوبر 2008. تضمن العقد فقرة تسمح للويزو بمغادرة النادي خلال فترة الانتقالات الشتوية.
في ديسمبر 2008 تم استدعاء لويزو إلى تشكيلة منتخب جزر غوادلوب المشاركة في نهائيات بطولة كأس الكاريبي لعام 2008 في جامايكا. لم يكن مسؤولو إكسيلسيور فيرتون راضين عن قرار لويزو بقبول دعوة منتخب بلاده ونتيجة لذلك عندما عاد لويزو إلى بلجيكا بعد بطولة كأس الكاريبي قرر هو والنادي فسخ العقد.

### الولايات المتحدة
في عام 2009 انتقل لويزو إلى الولايات المتحدة للعب مع أتلانتا بلاكهوكس في الدرجة الرابعة. بعد انتهاء عقده مع أتلانتا بلاكهوكس عُرض على لويزو عقد مع نادي سان خوسيه إيرثكويكس لكنه قرر أن قبول هذا العقد ليس الخطوة الصحيحة له في ذلك الوقت. في 11 فبراير 2010 أعلن نادي سانت لويس من الدرجة الثانية أنه وقع مع لويزو للعب مع الفريق في عام 2010 بعد أن فشل في الانضمام إلى نادي أوروبي لفشله في فترات التجارب. رغم ذلك فإن الاتفاق بين لويزو ونادي سانت لويس انهار لأسباب غير معروفة.

### سويسرا
بعد رحيله عن أتلانتا سيلفرباكز وقع في صيف 2009 مع نادي بافوا السويسري في الدرجة الخامسة.

### المنتخب
لعب لويزو لمنتخب جزر غوادلوب لأول مرة في الدور النهائي لكأس الكاريبي لعام 2006-2007 الذي أقيم في يناير 2007 في ترينيداد وتوباغو. كانت أول مباراة دولية له في 14 يناير 2007 بفوزه 2-1 على كوبا.
سجل لويزو هدفه الأول لصالح جزر غوادلوب في المباراة التالية في المجموعة بالخسارة 4-3 أمام غيانا في 16 يناير 2007. في المجموع لعب لويزو أربع مباريات في البطولة مسجلا هدف واحد حيث احتلت غوادلوب المركز الرابع.
تم استدعاء لويزو إلى تشكيلة منتخب جزر غوادلوب للمشاركة في نهائيات كأس الكاريبي لعام 2008 التي أقيمت في ديسمبر 2008 في جامايكا. لعب لويزو أربع مباريات (منها ثلاث مباريات أساسيا) في البطولة حيث احتلت جزر غوادلوب المركز الثالث.